# Skwayaynope Indian Reserve 26
Skwayaynope Indian Reserve 26 är ett reservat i Kanada.   Det ligger i provinsen British Columbia, i den södra delen av landet, 3 400 km väster om huvudstaden Ottawa.
I omgivningarna runt Skwayaynope Indian Reserve 26 växer i huvudsak barrskog. Runt Skwayaynope Indian Reserve 26 är det glesbefolkat, med 9 invånare per kvadratkilometer.